# 新豊洲Brilliaランニングスタジアム
新豊洲Brilliaランニングスタジアム（しんとよすブリリアランニングスタジアム）は、かつて東京都江東区に所在していたスポーツ練習施設である。

## 設備
東京ガス用地開発（2019年より東京ガス不動産）が推進する「TOYOSU22」プロジェクトの一環として、膜構造を得意とする太陽工業を建築主として全天候型のランニング施設が建設され、2016年にオープンした。東京建物が創業120周年記念事業として参画し、ネーミングライツを取得して同社のマンションのブランド名であるBrilliaを施設名に冠した。
全長108mのトンネル状の構造内部に60mのランニングトラックが6レーン設けられており、障害者スポーツの利用を念頭に置いてシャワー室等は車椅子でも利用できるバリアフリー構造となっている。館長には、為末大が招聘された。
隣接するオフィス棟には、Xiborg社による競技用義足の研究所が開設されている。
最寄駅は新交通ゆりかもめ市場前駅で、徒歩約5分。同路線新豊洲駅からは徒歩7分ほど。

### 営業終了
2023年11月30日をもって、新豊洲Brilliaランニングスタジアムの営業は終了した。有明に移転するためであり、有明での営業は2024年10月にスタートする予定である。

## 建築
ヴォールト形状の下部構造は鉄筋コンクリート製で、その上に半円形の鉄骨の軒桁が載る。軒桁の内側に集成材と鉄骨で網目状に組んだフレームを設け、表面はフッ素樹脂の一種のETFE製フィルムの膜を採用している。
集成材は日本産カラマツが使用され、家具のように作るアイデアから、プレス機に治具を取り付け、フレームを4本ずつ湾曲加工する工法が採り入れられた。
膜は二層構造で、2枚の膜の間に空気を送り込んで、気候変動に応じて内圧を変化させることができる構造となっている。日照による内部温度の上昇を抑えるため、外側には銀色、内側には白のドットをプリントして透過率を90%から35%に抑え、頂部には換気設備を設けている。ETFEは日本国外では空港や競技場などに使われてきたが、日本ではこれまで防火上の観点から建築基準法の規制により普及していなかった。2015年に国土交通大臣の認定を受け、2017年からは通常の手続きで建築物に使用可能となっている。

### 受賞
本施設は2017年にグッドデザイン賞および日本構造デザイン賞、2018年に日本建設業連合会主催の第59回BCS賞、2019年に日本建築学会賞を受賞したほか、香港デザインセンター主催のデザインフォーアジアや、オランダのFRAME賞も受賞している。先導性が高い木造建築を補助対象とする、国土交通省のサステナブル建築物先導事業（木造先導型）に採択されている。